# The Best of Kerry Livgren
The Best of Kerry Livgren è un album raccolta del chitarrista statunitense Kerry Livgren, pubblicato nel 2002, contenente alcuni dei suoi brani preferiti. 

## Tracce
1. Konelrad
2. Exiles
3. White Light
4. Time Line
5. Incantos
6. On the Air
7. When You Walk
8. Eerie Cove
9. To Live for the King
10. The Fury
11. Utopian Dream
12. Smoke is Rising
13. The Navigator
14. Ground Zero